# Isoetes smithii
Isoetes smithii är en kärlväxtart som beskrevs av Hans Peter Fuchs. Isoetes smithii ingår i släktet braxengräs, och familjen Isoetaceae. Inga underarter finns listade i Catalogue of Life.